# Liste der Naturdenkmale in Geiselberg
Die Liste der Naturdenkmale in Geiselberg nennt die im Gemeindegebiet von Geiselberg ausgewiesenen Naturdenkmale (Stand 23. Mai 2024).

## Naturdenkmale
| Nr.         | Bezeichnung                   | Lage                                                   | Beschreibung      | Bild                                    |
| ----------- | ----------------------------- | ------------------------------------------------------ | ----------------- | --------------------------------------- |
| ND-7340-222 | Luitpoldlinde                 | Lindenstraße, bei Nr. 33 Lage                          | Tilia sp.         | Direkt Bild zu diesem Denkmal hochladen |
| ND-7340-223 | Große Buche                   | östlich des Ortes Lage                                 | Fagus sylvatica   | Direkt Bild zu diesem Denkmal hochladen |
| ND-7340-224 | Quelle am Jägersborn          | südwestlich des Ortes; Flur Am Jägerbusch Lage         | ungefasste Quelle | Direkt Bild zu diesem Denkmal hochladen |
| ND-7340-225 | Grauhansenfelsen              | nördlich des Ortes am Osthang des Grauhansenbergs Lage | Felsenformation   | Direkt Bild zu diesem Denkmal hochladen |
| ND-7340-338 | Alte Eiche auf den Kleeäckern | südlich des Ortes; Flur Auf den Kleeäckern Lage        | Quercus sp.       | Direkt Bild zu diesem Denkmal hochladen |